# 斯洛伐克工人联盟

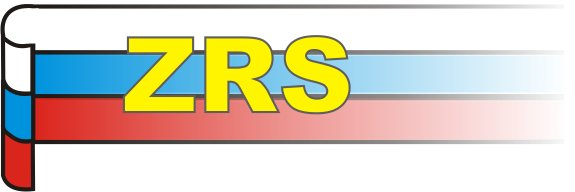
斯洛伐克工人联盟标志

斯洛伐克工人联盟（斯洛伐克语：Združenie robotníkov Slovenska，缩写为ZRS）是斯洛伐克的一个已不存在的左翼民粹主义政党。该党成立于1994年4月26日，分裂自民主左翼党。该党的主席是Ján Ľupták。尽管该党自称“农业左翼”，却曾一度与人民党—争取民主斯洛伐克运动和斯洛伐克民族党这两个右翼政党在国民议会中结成联盟。2017年11月28日，该党解散。